# Античный мистический орден Розы и Креста

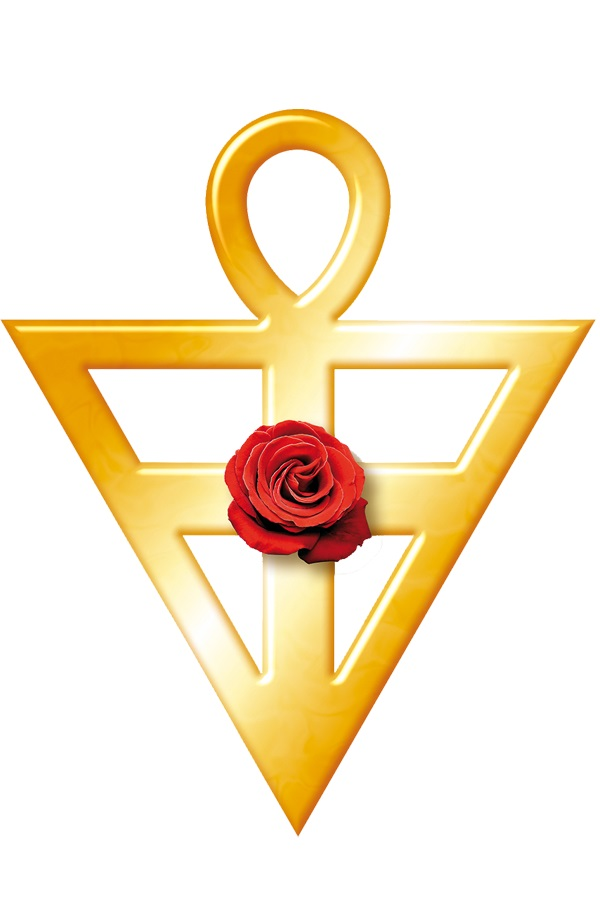
Символ АМОРК

Античный мистический орден Розы и Креста (англ. Ancient Mystical Order Rosae Crucis) (AMORC), А. М.О. Р.К. или Д. М.О. Р.К., имеет различные ложи и представительства по всему миру, работающие на 19 разных языках. Он открыт как для мужчин, так и для женщин совершеннолетнего возраста (18 лет в большинстве стран) независимо от их различных религиозных убеждений.

## Название
АМОРК — созданная в Соединенных Штатах некоммерческая организация, с конкретной и основной целью — продвигать знания своей истории, принципов и учения для благотворительных, образовательных и научных целей. Она финансируется главным образом за счет взносов, выплачиваемых членами ордена. Доходы используются организацией для оплаты расходов, разработки новых программ и проведения образовательной работы. Организационный штаб для различных юрисдикций АМОРК обозначается как «Великие Ложи». Англоговорящая Великая Ложа Северной и Южной Америки имеет штаб-квартиру в Розенкрейцерском парке в Сан-Хосе, штат Калифорния. Все Великие Ложи управляются Верховной Великой Ложей АМОРК. Верховная Великая Ложа встречается ежегодно, часто в Лачуте, Квебек, Канада (однако в августе 2009 года Верховный совет встретился в Тулузе, Франция, в честь 100-летия инициирования Х. Спенсера Льюиса), и отвечает за всемирную координацию АМОРК, создание новых администраций и назначение юрисдикций в Великой Ложи, как правило, на основе языка. Этот орган состоит из Императора, Великих Магистров и связанных с ними исполнительных офицеров.

## История

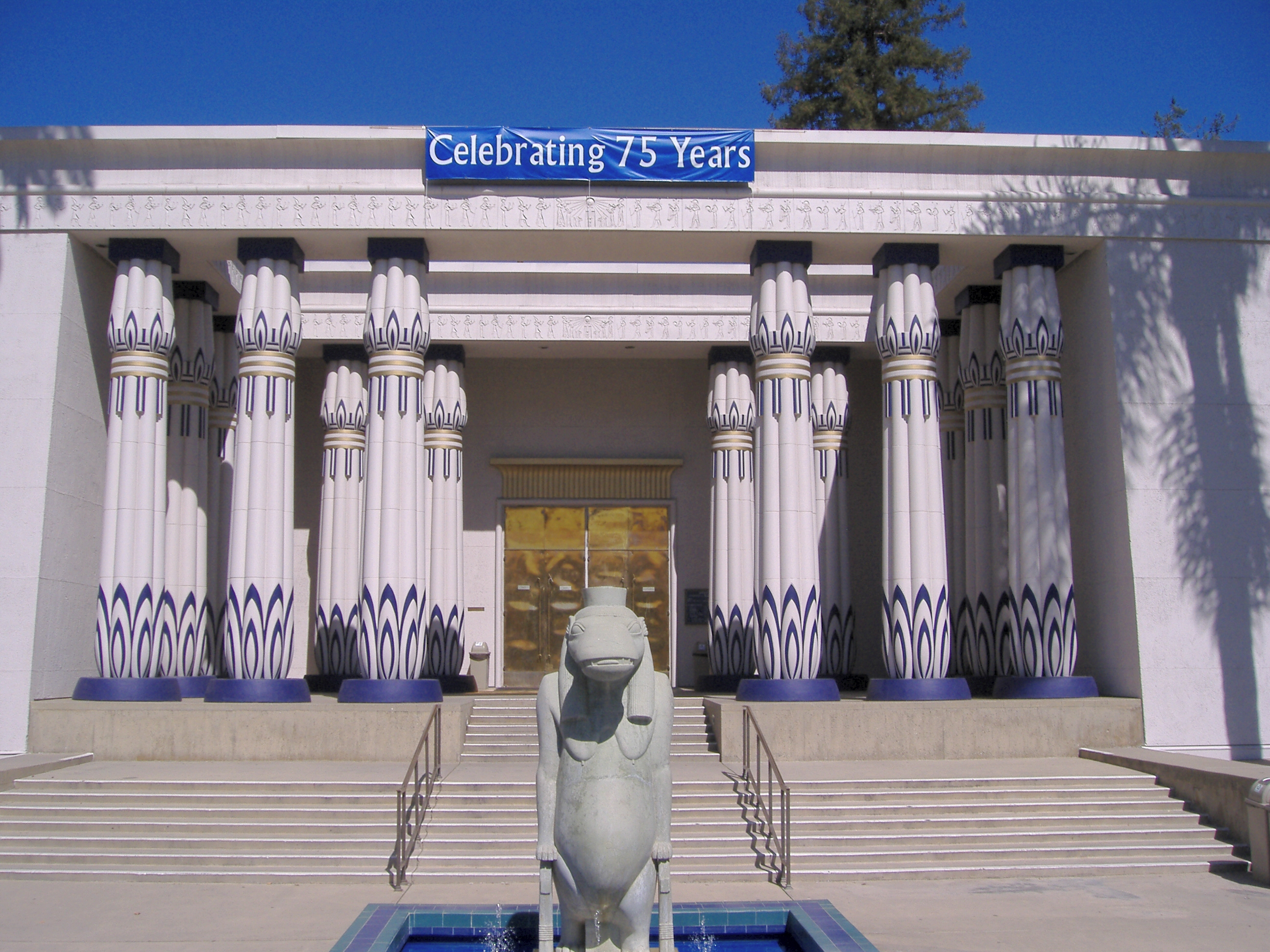
Вход в Египетский музей Розенкрейцеров в карнакском стиле со статуей Таурт

Согласно внутренней истории АМОРК в 1909 году Харви Спенсер Льюис посетил Францию в поисках розенкрейцеров, был в Тулузе, Франция, и получил мандат на создание ордена в Северной Америке. После дальнейшей квалификации и подготовки в 1915 году в Соединенных Штатах был выпущен первый официальный манифест, в котором сообщается о создании деятельности розенкрейцеров в Америке. Май Бэнкс-Стейси, соучредитель АМОРК, считался одним из последних наследников первоначальной колонии розенкрейцеров, которые поселились в Америке в конце 17 века и посвятили себя розенкрейцерам Востока. Льюис стал «секретным партнером» Большого Бизнеса в Америке. По словам железнодорожника-магната Артура Стиллвелла, ни один другой человек не оказывал более сильного влияния в качестве секретного партнера в американском свободном предпринимательстве, чем Льюис. Уолт Дисней когда-то был членом АМОРК, как и создатель Star Trek Джин Родденберри, дочь Джека Паланса и Холли Паланс и многие другие известные люди, которые предпочитают оставаться анонимными.
Штаб-квартира АМОРК находилась в Нью-Йорке, Сан-Франциско, а затем в Тампе, а затем переехала в Сан-Хосе, штат Калифорния, в 1927 году. Харви Спенсер Льюис умер в 1939 году и в соответствии с пожеланиями, изложенными в его завещании, место в должности Императора занял его сын Ральф Максвелл Льюис, который ранее служил верховным секретарем. Гэри Л. Стюарт, который ранее занимал должность Великого Магистра англоговорящей юрисдикции, а затем вице-президента Совета директоров, был назначен в должность Императора после смерти Льюиса в 1987 году Советом директоров АМОРК, который формирует Верховную Великую Ложу. Христиан Бернард, который был Великим Магистром Франции, а затем сменил Стюарта на должность вице-президента Совета, был избран в должность Императора в 1990 году Советом директоров.

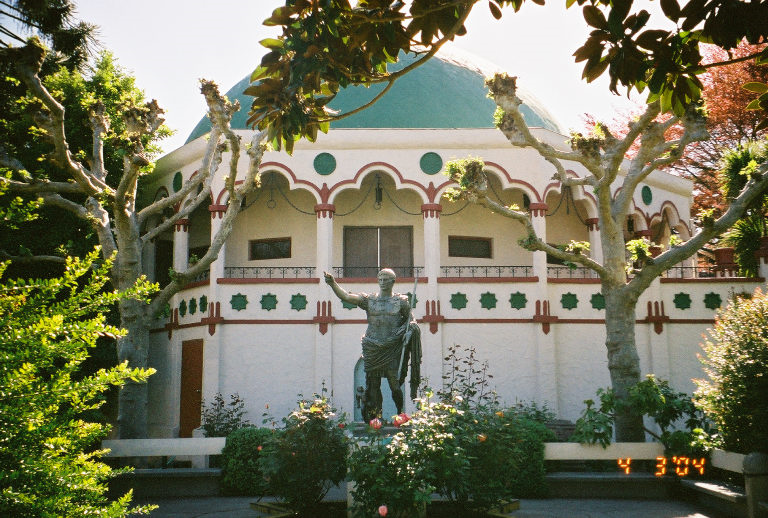
Планетарий AMORC в Сан-Хосе, штат Калифорния. Статуя показывает Цезаря Августа и является копией скульптуры под названием Август из Примапорта.

Во время Второй мировой войны АМОРК претерпел резкий рост. После окончания войны АМОРК смог оказать поддержку своим европейским дочерним организациям. В конце концов многие из них затем попали под управление руководства АМОРК в Сан-Хосе. 2009 год, посвященный столетию инициации Х. Спенсера Льюиса в Тулузе, увидел рост членства в Английской Великой Ложи для Северной и Южной Америки и очень активное участие в онлайновых мероприятиях, включая Facebook, Twitter, онлайн-дискуссионные группы, социальные сети, подкасты и Rosicrucian TV на YouTube. Парк Розенкрейцеров в Сан-Хосе также получил множество улучшений, в том числе обеспечение общедоступного входа в музей, планетарий и на территорию, а также установку долголетних садовых растений.
АМОРК использует традиционную историю, состоящую из мифов и легенд, передававшихся из уст в уста на протятжении веков, а также традиционную хронологическую историю. Согласно своей традиционной истории АМОРК прослеживает свое происхождение в школе мистерий, созданной в Египте во время совместного правления фараона Тутмоса III и Хатшепсут, около 1500 г. до н. э. Они объединили священство Египта в единый порядок под руководством визиря Хатшепсут, Хапузенеба. У каждого храма был связанный с ним Пер Анх (Дом Жизни), где были переданы Мистерии. Эти школы были сформированы, чтобы исследовать «тайны жизни» — другими словами, природные явления и инициативную духовность. AMORC также утверждает, что среди их наиболее уважаемых учеников были фараон Эхнатон (Аменхотеп IV) и его жена Нефертити.